# Kelvin Hoefler
Kelvin Hoefler (født 10. februar 1994 i Guarujá) er en brasiliansk professionel skateboarder.

## Karriere
Han tog guld ved X Games Norge 2018, foran amerikaneren Jagger Eaton og landsmanden Felipe Gustavo.
Ved X Games Norge 2019 tog Hoefler bronze, efter amerikaneren Ishod Wair og landsmanden Luan Oliveira.
Under sommer-OL 2020 i Tokyo vandt han sølv i "Street".